# Congiura della Magione

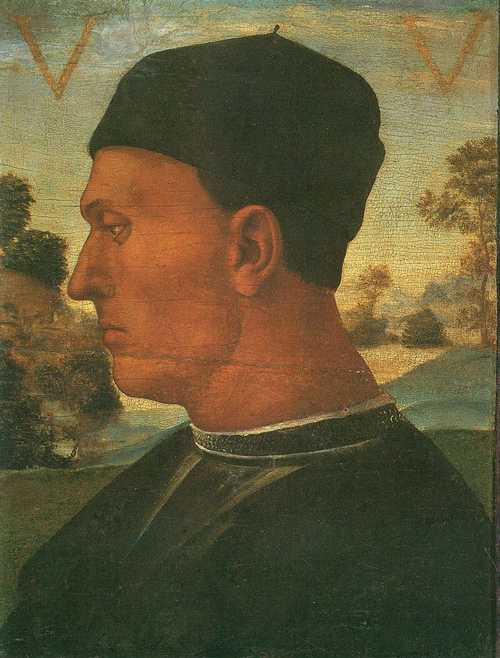
Vitellozzo Vitelli, qui ritratto da Luca Signorelli, fu uno degli ideatori della Congiura.

La congiura della Magione si riferisce a un complotto ordito ai danni di Cesare Borgia nel 1502 dai suoi stessi capitani e alleati. Deve il suo nome al luogo dove fu organizzato, vale a dire nel castello dei Cavalieri di Malta a Magione, in provincia di Perugia.

## Cause
Il duca Valentino, avendo conquistato molte città importanti (tra cui Rimini, Ravenna, Forlì, Cesena e per ultima Urbino), era deciso a impossessarsi anche di Bologna, scacciando da tale luogo Giovanni II Bentivoglio, per fare della città emiliana la capitale del suo ducato di Romagna; questa sua grande ambizione aveva destato grande preoccupazione nei suoi capitani e nei suoi nemici, che temevano di perire per mano del Principe machiavelliano.

## Lo sviluppo delle vicende
(Niccolò Machiavelli, Descrizione)
Il primo tra gli impauriti dal progetto di Cesare fu Vitellozzo Vitelli, che, insieme a Oliverotto da Fermo, Paolo Orsini, suo cugino Francesco (4º duca di Gravina), Giampaolo Baglioni (signore di Perugia) e Antonio Giordano, ministro di Pandolfo Petrucci, che rappresentava Siena, si riunirono nel castello di Magione, dove dimorava in qualità di commendatario il cardinale Giovanni Battista Orsini per discutere sul da farsi. Le decisioni prese in questa riunione furono due, cioè di non abbandonare Bentivoglio a Bologna, e di cercare l'appoggio dei fiorentini e dei veneziani contro il duca, oltre che stringere un'alleanza con il ducato di Urbino.
Giunta la notizia del segreto accordo tra i congiurati, Urbino immediatamente si ribellò all'occupazione di Borgia, riprendendo il forte di San Leo, conquistato dal Valentino nel giugno del 1502; così, vista la partecipazione della città marchigiana, i condottieri si precipitarono in quei luoghi, dove combatterono con grande animosità la battaglia di Calmazzo, vinta dai condottieri, che nel frattempo inviarono un nuovo messaggio a Firenze per chiedere aiuto alla repubblica, mentre invece fu lo stesso Guidobaldo da Montefeltro, pretendente alla signoria di Urbino, a portare la questione nel Senato veneziano, che acconsentì alla sua richiesta di lasciare la Serenissima. Ma Vitellozzo sbagliò a fidarsi dei fiorentini, che già avevano giustiziato suo fratello Paolo, e che non solo non accettarono di aiutare i nemici di Cesare, ma inviarono allo stesso Borgia (che si trovava ad Imola) il segretario Niccolò Machiavelli, per avvertire il Valentino del tradimento dei suoi soldati. Venuti a mancare i soldati per il tradimento dei suoi capitani, al duca non rimase altro che affidarsi ai fiorentini e ad alcuni soldati inviatigli dal re di Francia Luigi XII.

## Il tradimento del Valentino

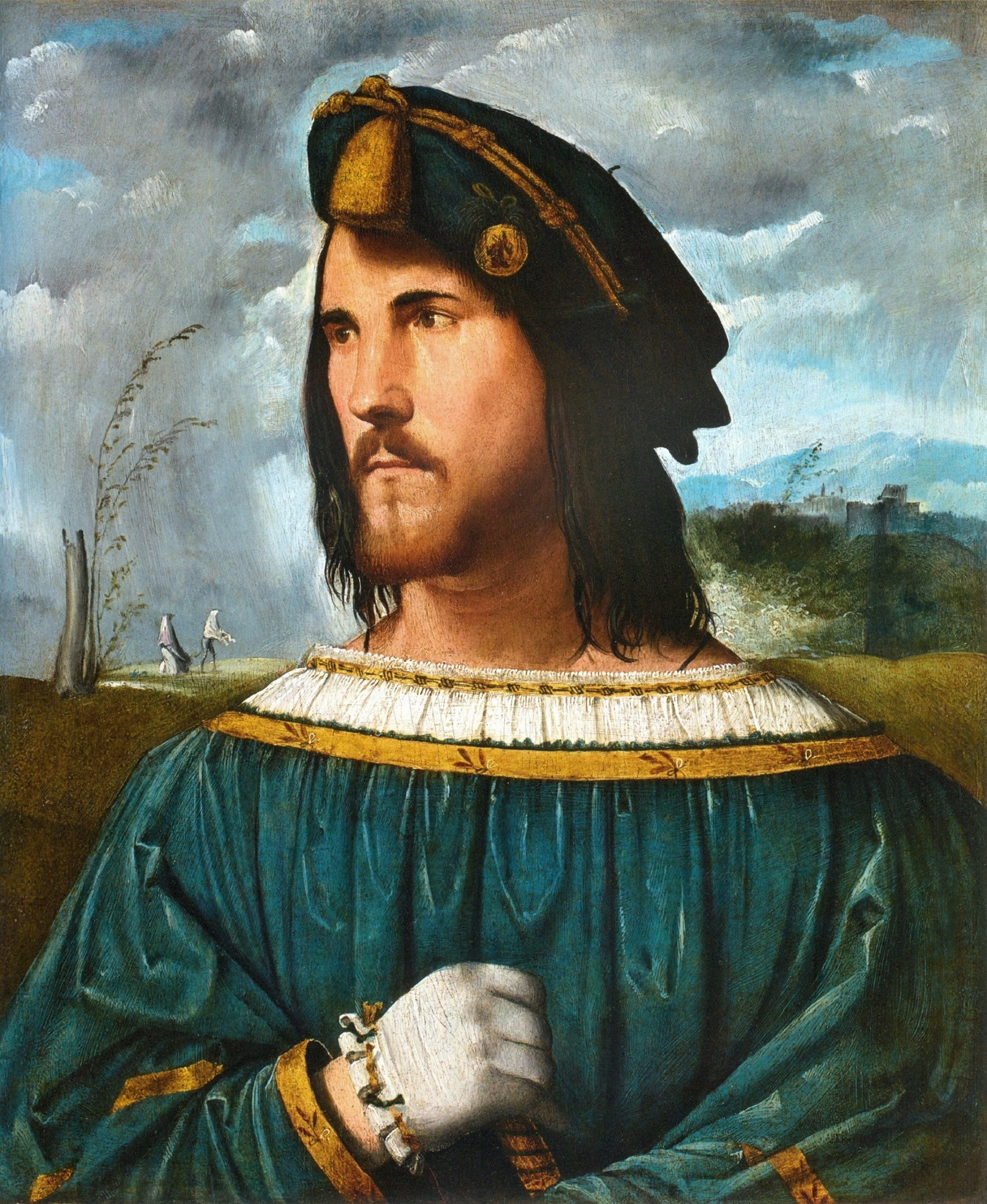
Presunto ritratto di Cesare Borgia.
Dipinto da Altobello Melone (Accademia Carrara)

Impaurito per il ritardo dell'arrivo delle truppe francesi, Borgia preferì dividere i congiurati, partendo dal tentare Paolo Orsini, il quale apparteneva ad una famiglia potentissima (gli Orsini di Roma), facendogli credere che non aveva alcun risentimento nei confronti dei suoi capitani, e che questi potevano ritornare nelle sue file, senza subire alcuna pena, ma anzi con un supplemento di paga per i soldati degli Orsini; anche il papa Alessandro VI (padre di Cesare), temendo che gli Orsini, galvanizzati dalle imprese dei loro parenti a Calmazzo, potessero ribellarsi a lui, s'impegnò subito a contattare il cardinale Giovanni Battista Orsini, e a mandare i suoi legati dal duca di Gravina e a Giulio Vitelli, fratello di Vitellozzo, nonché vescovo di Città di Castello.
Vitelli, era più sospettoso e accorto degli altri congiurati, e non si fidava delle parole a loro indirizzate; alla fine, però, egli desistette, a patto che suo fratello Vitellozzo accettasse anch'egli le proposte fattegli. In quel momento, Vitellozzo si trovava a Fano con Guidobaldo da Montefeltro, e fu così che il duca di Gravina, Paolo Orsini e Giulio Vitelli si recarono nella città marchigiana per fargli conoscere le offerte dei Borgia, evidenziando come i condottieri avessero ormai perso molti alleati, quali Pandolfo Petrucci di Siena, i Bentivoglio e la Repubblica fiorentina, che non si sarebbe mai schierata contro Cesare per paura del re Luigi XII di Francia, che dal canto suo stava per inviare numerose armate in Italia.
Ma Vitellozzo conosceva bene Cesare, e per questo stracciò tutti i fogli dove erano documentate le sue promesse; le trattative segrete per la pace comunque continuarono, portate avanti senza sosta da Paolo Orsini, che doveva fronteggiare la resistenza oppostogli dai Vitelli e dai Baglioni di Perugia. Alla fine però, Vitellozzo desistette, e fu per questo stipulato un accordo; Vitellozzo Vitelli, il duca di Gravina, Paolo Orsini e Oliverotto da Fermo furono invitati a Senigallia, dove, il 31 dicembre 1502, furono catturati tutti; nella notte (quindi già nel 1503), Vitellozzo e Oliverotto furono strangolati, mentre i due Orsini morirono a Castel della Pieve, il 18 gennaio 1503, con lo stesso metodo ad opera del devotissimo sicario e luogotenente del duca di Romagna Michelotto Corella.